# Szarpédón (Laodameia fia)

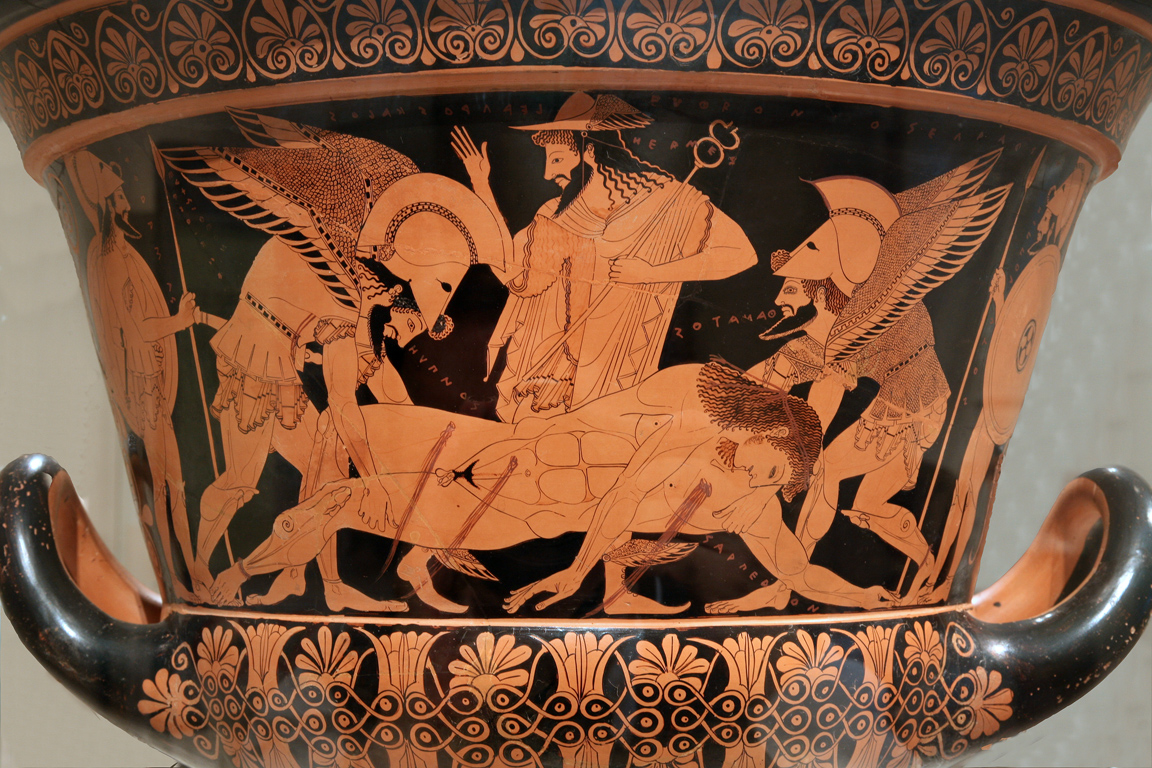
Szarpédón halála

Szarpédón (görög betűkkel Σαρπήδων, latinosan Sarpedon) Zeusz és Laodameia fia, Lükia királya. Sokan azonosnak tekintik a krétai Szarpédónnal, aki Kiliksz kilikiai király utódja volt, miután sokat háborúzott Lükiával, szintén Zeusz fia és az ő jóvoltából rendkívül hosszú életű.
A trójai háborúban Trója oldalán küzdött, a kilencedik ostromévben érkező többi szövetségessel együtt. Többszörösen kitüntette magát párviadalokban és rohamokban. Többek közt ő ölte meg Tlépolemoszt, Héraklész egyik fiát. Végül Patroklosz ölte meg gerelyével párharcban, aminek hatására unokatestvére, Glaukosz nagyarányú ellentámadást indított az akhájok ellen. Holttestét Zeusz elvitte a csatamezőről.
Fia Antiphatész, aki Aineiaszt elkísérte vándorútján.